# Katharina Iacobescu
Katharina Iacobescu (* 28. November 1986 in München; geb. Berthold) ist eine deutsche Synchronsprecherin.

## Leben
Iacobescu ist die Tochter der Toncutterin Jana Berthold und wuchs in der Nähe von München auf. Sie synchronisiert seit ihrem vierten Lebensjahr die Stimmen von Charakteren in Filmen und Zeichentrickserien. Ihre erste große Rolle war Darla in Rascel’s. Heute spricht sie Rollen in vielen Animationsserien und Spielfilmen.
Ihr Halbbruder ist Dirk Meyer, der ebenfalls den Beruf des Synchronsprechers ausübt.

## Sprechrollen (Auswahl)
Kaycee Stroh
- 2006: High School Musical – Tanz mit als Martha Cox
- 2007: High School Musical 2 – Singt alle oder keiner! als Martha Cox
- 2008: High School Musical 3 – Senior Year als Martha Cox

Kelly Hu
- 2007–2015: Phineas und Ferb als Stacy Hirano
- 2011: Phineas und Ferb – Der Film: Quer durch die 2. Dimension als Stacy Hirano
- 2020: Phineas und Ferb – Der Film: Candace gegen das Universum als Stacy Hirano

Chika Fujimura
- 2011–2013: Pokémon – Chika Fujimura als Schwester Joy
- 2012: Pokémon – Der Film: Kyurem gegen den Ritter der Redlichkeit als Schwester Joy
- 2013: Pokémon – Der Film: Genesect und die wiedererwachte Legende als Schwester Joy

Olivia Holt
- 2012–2014: Karate-Chaoten als Kim Crawford
- 2015: Ich war’s nicht als Lindy Watson

### Filme
- 1993: Heidi – Noley Thornton als Heidi
- 1997: Emily und der kleine Bär – Kaitlyn Burke als Emily Bradley
- 1999: Ein Kindermädchen für Papa – Katie Volding als Katie Caldwell
- 2002: Die Nebel von Avalon – Tamsin Egerton als Morgaine als Kind
- 2007: Die Brücke nach Terabithia – Emma Fenton als Elli Aarons
- 2008: Camp Rock – Jasmine Richards als Peggy Warburton
- 2008: Twilight – Biss zum Morgengrauen – Katie Powers als Kellnerin
- 2009: Harry Potter und der Halbblutprinz – Jessie Cave als Lavender Brown
- 2010: Frozen – Eiskalter Abgrund – Emma Bell als Parker O'Neil
- 2010: Camp Rock 2: The Final Jam – Jasmine Richards als Peggy Warburton
- 2010: Plan B für die Liebe – Noureen DeWulf als Daphne
- 2010: Mit Dir an meiner Seite – Melissa Ordway als Ashley
- 2011: Freundschaft Plus – Abby Elliott als Joy
- 2018: Pokémon: Der Film - Die Macht in uns als Schwester Joy
- 2020: Jingle Jangle Journey: Abenteuerliche Weihnachten! – Sharon Rose als Joanne Jangle (nur Sprecherin)
- 2021: Als ein Stern vom Himmel fiel – Tereza Ramba als Tagesstern

### Serien
- 1998–2004: Sabrina – Total verhext – Emily Hart als Amanda
- 1999: Franklin – Eine Schildkröte erobert die Welt – Olivia Garratt als Gans
- 2001: Dark Angel – Nicki Clyne als X6/Fixit
- 2003: Beyblade – Masami Kikuchi als Hilary
- 2003: Max & Ruby als Valerie (1. Stimme)
- 2007: Shaolin Wuzang – Fily Keita als Hua
- 2011–2017: Pokémon – Chinatsu Akasaki als Schwester Joy
- 2012–2016: S3 – Stark, schnell, schlau – Kelli Berglund als Bree Davenport
- 2014: Blood Lad – Iori Nomizu als Fuyumi Yanagi
- 2015: The Asteric War – als Julis-Alexia von Riessfeld
- 2016–2018: Soy Luna – Ana Jara Martínez als Jimena „Jim“ Medina